# Institut zur Erforschung und Beseitigung des jüdischen Einflusses auf das deutsche kirchliche Leben

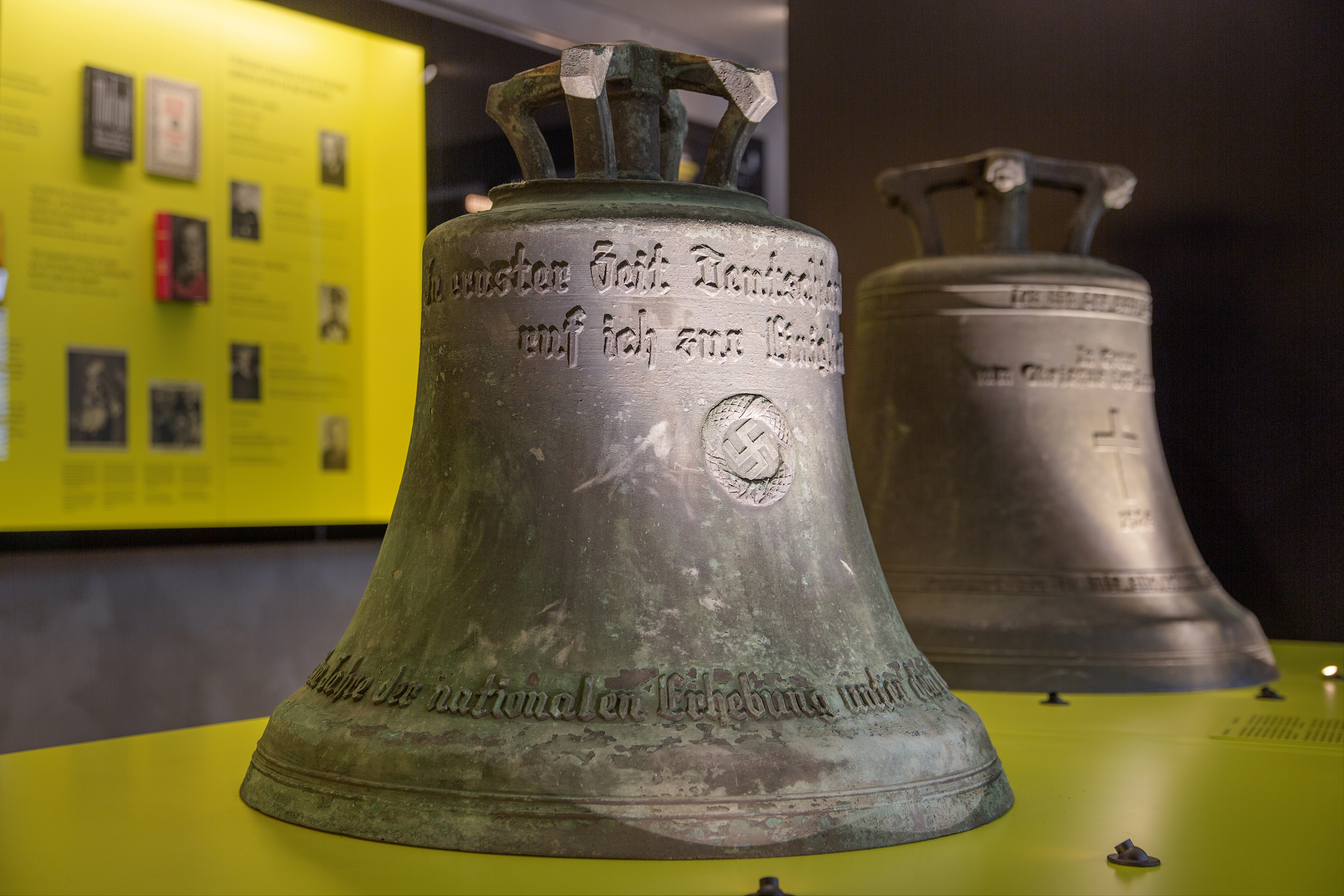
Zwei sog. Nazi-Glocken aus Thüringer Kirchen, die in der Sonderausstellung „Erforschung und Beseitigung. Das kirchliche ‚Entjudungsinstitut‘ 1939–1945“ zu sehen sind.

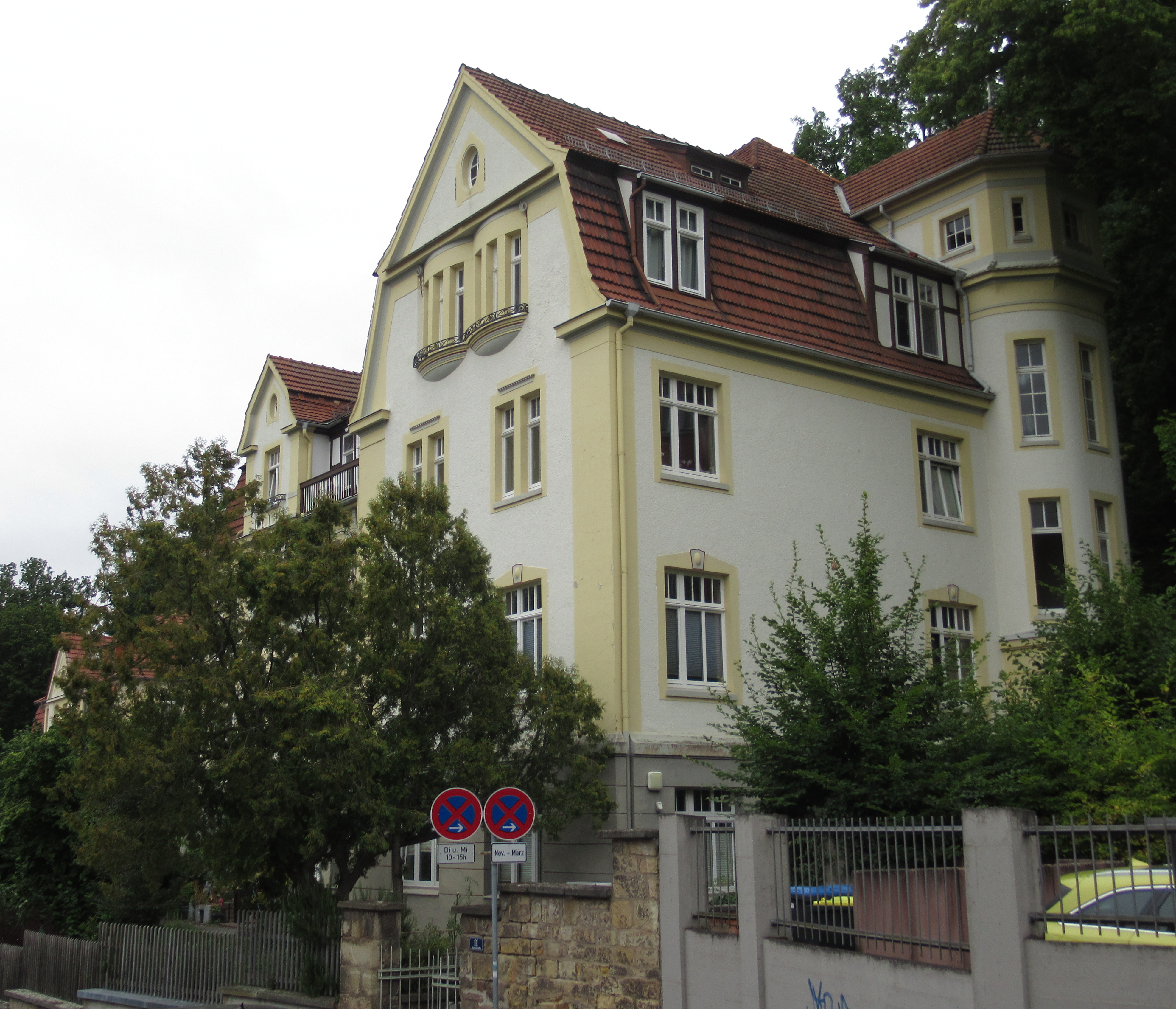
Erster Institutssitz im Predigerseminar-Haus, Bornstraße 11 (Eisenach)

Das Institut zur Erforschung und Beseitigung des jüdischen Einflusses auf das deutsche kirchliche Leben (auch: Eisenacher Institut oder Entjudungsinstitut) war eine antisemitische Einrichtung von elf deutschen evangelischen Landeskirchen in der Zeit des Nationalsozialismus. Es wurde auf Betreiben der Kirchenpartei Deutsche Christen (DC) am 6. Mai 1939 in Eisenach gegründet und bestand bis 1945.
Ähnliche Ziele verfolgten das Institut zur Erforschung der Judenfrage der NSDAP und das staatliche Institut zum Studium der Judenfrage im Reichsministerium für Volksaufklärung und Propaganda, das bereits 1934 gegründet worden war und später umbenannt wurde.

## Entstehung
Die 1932 gegründete Kirchenpartei der Deutschen Christen wollte den deutschen Protestantismus an den Nationalsozialismus angleichen, die 1933 gegründete Deutsche Evangelische Kirche (DEK) in den NS-Staat eingliedern und das Christentum von allen Einflüssen des Judentums trennen und „reinigen“. Die angestrebte „Entjudung“ umfasste unter anderem die Beseitigung des Alten Testaments (AT), die Reduktion des Neuen Testaments (NT) auf das Bild eines „arischen Jesus“ und die Umgestaltung der evangelischen Gottesdienste, Gebete, Lieder und Theologenausbildung nach „rassischen“ Kriterien im Rahmen des Kirchenkampfs ab 1933. Die DC hatten die Führung der meisten evangelischen Landeskirchen erobert, waren aber in sich zerstritten. Ihre radikalen Teile schlossen sich bis 1938 zur Nationalkirchlichen Bewegung bzw. Einigung Deutscher Christen zusammen. Diese gewann im DC-Spektrum die Führung und Einfluss auf einige Landeskirchen.
Die DC-geführten Landeskirchen gründeten Anfang 1938 auf der Wartburg den Bund für deutsches Christentum und berieten dabei über ein „Amt für die Entjudung der Kirche“. Am 15. November 1938 (eine Woche nach den Novemberpogromen) sandte der Bund die Forderung des Thüringer Superintendenten Hugo Pich an alle evangelischen Landesbischöfe, dieses Amt zu gründen, um „die Verjudungsherde in Christentum und Kirche zu eliminieren“.
Am 21. November 1938 unterstützte der Jenaer Neutestamentler und NSDAP-Mitglied Walter Grundmann Pichs Forderung und legte einen Plan für eine „Zentralabteilung zur Entjudung des religiösen und kirchlichen Lebens“ vor. Die Judenfrage sei in ihr „akutestes Stadium“ getreten; die Kirchen müssten die Trennung von allem Jüdischen nun konsequent in allen ihren Tätigkeitsbereichen vollziehen.
Am 26. März 1939 schlug die Kirchenregierung unter Hanns Kerrl der DEK die Godesberger Erklärung vor, um deren durch den Kirchenkampf zerstörte Einheit auf möglichst breiter Basis wiederherzustellen, die Bekennende Kirche (BK) einzubinden und den Reichsbruderrat in ihr weiter zu isolieren. Dazu bezeichnete die Erklärung den Nationalsozialismus als konsequente Fortführung der Absichten Martin Luthers und behauptete, der christliche Glaube sei der „unüberbrückbare religiöse Gegensatz zum Judentum“. Am 4. April 1939 stimmten elf evangelische Landeskirchenleitungen dem Vorschlag zu, darunter auch einige Bischöfe der BK. Dabei beschlossen sie auch das geplante „Entjudungs“-Institut, um die Grundsätze der Erklärung umzusetzen. Der Beschluss wurde im Gesetzblatt der DEK veröffentlicht und erlangte damit kirchenrechtlichen Rang. Dies galt als großer Schritt zur Durchsetzung der DC-Ideologie in der DEK. Zwar stimmten Teile der BK der Godesberger Erklärung nicht zu, übernahmen aber deren antisemitischen Kernsatz und wandelten ihn nur zum „unüberbrückbaren religiösen Gegensatz zum Judaismus“ ab, den sie auch bei allen „nationalkirchlichen Bestrebungen“ ihrer Gegner am Werk sahen.
Nach der Gründung strich das Institut „und Beseitigung“ aus seinem Namen, um den jüdischen Einfluss auf das Christentum nicht generell vorauszusetzen und breitere Unterstützung zu gewinnen.

## Gliederung
Die Zentralabteilung sollte laut Grundmanns Plan drei Bereiche abdecken:
- ein Forschungsinstitut in Jena, das eine wissenschaftliche Zeitschrift herausgeben sollte,
- eine Bibelgesellschaft, die Kirchengesangbücher und die Bibel überprüfen und eine „entjudete Volksbibel“ vorbereiten und herausgeben sollte,
- eine Schule zur Fortbildung für Pfarrer, Lehrer und Kirchenvertreter, die ihnen die neuesten Erkenntnisse der anderen beiden Abteilungen vermitteln sollte.

Die Evangelische Kirche sollte dieses Institut in ständiger enger Abstimmung mit dem Reichspropagandaministerium, dem Reichskirchenministerium, Reichserziehungsministerium, der Reichsleitung der NSDAP und dem Gauleiter Julius Streicher einrichten.
Daneben sollten nach der Arbeitsgliederung des Instituts 192 Bischöfe, Konsistorialräte, Professoren, Doktoren, Pastoren, Religionspädagogen, Kunstschaffende und Regierungsbeamte in zehn Arbeitskreisen und an 16 Forschungsaufträgen oder Einzelarbeiten bei der „Entjudung von Theologie und Kirche“ mitwirken. Nicht alle davon kamen aber zustande.

## Mitarbeiter
Leiter des Instituts wurde der Oberregierungsrat Siegfried Leffler, die wissenschaftliche Leitung übernahm Walter Grundmann, Professor für Neues Testament und Völkische Theologie an der Universität Jena. Hauptamtliche Mitarbeiter waren:
- Heinz Hunger, Pfarrer in Eisenach, als Geschäftsführer (1940 übernahm Hugo Pich die Geschäftsführung von Hunger. 1943 folgte Hans Ermisch auf Pich)
- Max Adolf Wagenführer und Herbert von Hintzenstern, beide Theologen in Jena, wurden vom Thüringer Landeskirchenrat für die Institutsarbeit beurlaubt.

Hinzu kamen eine Sekretärin und eine Halbtagskraft zur Unterstützung der Geschäftsführung.

Walter Grundmann: Die Entjudung des religiösen Lebens als Aufgabe deutscher Theologie und Kirche

Das Institut veröffentlichte als Teil seiner Öffentlichkeitsarbeit Mitarbeiterlisten in den Verbandsmitteilungen. Die erste dieser Listen vom 30. Dezember 1939 nannte rund 90 Mitarbeiter, darunter der Landesbischof der Evangelisch-Lutherischen Landeskirche Schleswig-Holsteins, Adalbert Paulsen, und der Landeskirchenamtspräsident Christian Kinder. Die zweite Liste vom 31. Dezember 1940 führte rund 130 Namen auf. Weitere Listen vom 25. September und 15. Dezember 1941 nannten rund 33 „neue Mitarbeiter des Instituts“. Nur wenige der aufgeführten Personen verfassten eigene Beiträge für die Verbandsmitteilungen und Veröffentlichungen des Instituts; die meisten waren eher Unterstützer.
Als Teil der Öffentlichkeitsarbeit des Instituts wurden Mitarbeiterlisten in den Verbandsmitteilungen veröffentlicht. Die umfangreichste Liste (aus Nr. 2/3 1940) ist bei Prolingheuer abgedruckt; dort finden sich zusätzlich Teile der anderen Listen. Von dieser Vielzahl an „Mitarbeitern“ hat nur ein kleiner Teil in den Verbandsmitteilungen und Veröffentlichungen des Instituts Beiträge verfasst; die Mehrzahl sind eher als Unterstützer anzusehen.
Die Listen führen folgende Personen als Mitarbeiter am Institut auf:

### In kirchenleitender Funktion
- Landesbischof Erwin Balzer, Lübeck
- Landesbischof Adalbert Paulsen, Kiel
- Bischof Wilhelm Staedel, Hermannstadt
- Bischof Heinrich Josef Oberheid, Bad Godesberg
- Bischof Friedrich Peter, Berlin
- Landesbischof Martin Sasse, Eisenach
- Landesbischof Walther Schultz, Schwerin
- Präsident Christian Kinder, Kiel
- Präsident Friedrich Werner, Berlin-Charlottenburg
- Vizepräsident Hahn, Berlin-Charlottenburg
- Reichsvikar Fritz Engelke, Schwerin
- Oberkirchenrat Johannes Sievers, Lübeck
- Oberlandeskirchenrat Willy Kretzschmar, Dresden
- Oberlandeskirchenrat Heinrich Seck, Dresden
- Oberkirchenrat Friedrich Buschtöns, Berlin
- Oberkirchenrat Andreas Fröhlich, Leipzig[16]
- Oberkonsistorialrat Theodor Ellwein, Berlin
- Oberkonsistorialrat Hans Hohlwein, Eisenach
- Oberkonsistorialrat Johannes Schönrock, Schwerin
- Oberkonsistorialrat Walther Schultz, Schwerin
- Oberkonsistorialrat Friedrich Wieneke, Berlin[17]
- Kirchenrat Wilhelm Bauer, Eisenach
- Kirchenregierungsrat Erwin Brauer, Eisenach
- Kirchenrat Gerhard Braunschweig, Dresden
- Konsistorialrat Hans Pohlmann, Schneidemühl
- Generalsuperintendent Hans Schöttler, Buchschlag
- Landessuperintendent Hans Heinrich Fölsch, Neustrelitz
- Landessuperintendent Friedrich Kentmann, Güstrow
- Landesjugendpfarrer Georg Gartenschläger, Potsdam[18]
- Kirchenrat Volkmar Franz, Eisenach
- Kirchenrat Erhard Mauersberger, Eisenach
- Propst Johannes Grell (1875–1947), Leiter der Kirchenprovinz Grenzmark Posen-Westpreußen, Schneidemühl
- Superintendent Max Krüger, Sagan[19]
- Superintendent Hugo Pich, Eisenach
- Superintendent Gerhard Spangenberg, Altenweddingen
- Superintendent Alfred Thieme, Solingen[20]
- Dekan Walter Mulot, Wiesbaden

### Geistliche bzw. Pfarrer
- Oberpfarrer Arthur von Ungern-Sternberg, Ronneburg
- Oberpfarrer Georg Friedrich Christian Feix, Eisenach
- Oberpfarrer Erich Fromm, Altenburg
- Oberpfarrer Friedrich Natho, Bernburg (Saale)
- Oberpfarrer Eduard Le Seur, Eisenach[21]
- Pastor Konrad Bauke, Köben (Oder)
- Pfarrer Wilhelm Anton Büchner, Jena
- Pfarrer Karl August Busch, Dresden
- Pfarrer Ceh, Hrottovitz
- Pfarrer Karl Dungs, Essen
- Pfarrer Hans Ermisch, Eisenach
- Pfarrer Hennig, Hamburg
- Pfarrer Hans Hermenau, Potsdam
- Pfarrer Albert Hosenthien, Magdeburg
- Pfarrer Heinz Hunger, Eisenach
- Pfarrer Wilhelm Kersten-Thiele, Köthen
- Pfarrer Kilger, Seifersdau
- Pfarrer Klinger, Leer
- Pfarrer Curt Kuhl, Berlin
- Pfarrer Lehmann, Friedland (Isergebirge)
- Pfarrer Wilhelm Lotz, Bochum[22]
- Pfarrer Hans Berthold Friedrich Wilhelm Müller, Schweina
- Pfarrer Nümann, Wieda (Harz)
- Pfarrer Petzinna, Berlin
- Pfarrer Pribnow, Lauenburg (Pommern)
- Pfarrer Schulz, Rakwitz (Posen)
- Pfarrer Tecklenburg, Buxtehude
- Pfarrer Ernst Kurt Thieme, Farnroda
- Pfarrer Bichtemann, Milow
- Pfarrer Buch, Graupa
- Pfarrer Johannes Erdmann, Groß-Walditz[23]
- Pfarrer Gerdts, Hamburg
- Pfarrer Hans Giesecke, Weferlingen[24]
- Pfarrer Walter Göbel, Neustadt (Schwarzwald)
- Pfarrer Hanske, Hannover
- Pfarrer Paul Walter Krause, Jecha
- Pfarrer Lange, Beichlingen
- Pfarrer Lies, Berlin
- Pfarrer Mayer, Krems
- Pfarrer Mercker, Lindenhayn
- Pfarrer Minzlaff, Zehdenick
- Pfarrer Joseph Roth, Diersheim
- Pfarrer Seilkopf, Lohm
- Pfarrer Schmidt, Camin (Mecklenburg)
- Pfarrer Schulze, Burg
- Pfarrer Schwär, Dresden
- Pfarrer Wernicke, Rambin
- Dompfarrer Walter Ziehen, Merseburg[25]
- Pfarrer Gerhard Delling, Leipzig
- Pastor Heinz Dungs, Weimar
- Pfarrer Färber, Grottau (Sudetenland)
- Pfarrer Hans Gödan, Leipzig
- Pfarrer Hugo Rudolf Grabs, Eisenach
- Pfarrer [Karl] Griesinger, Ulm
- Pfarrer Hafner, Treuen (Vogtland)
- Pfarrer Hauck, Mannheim
- Pfarrer Christian Friedrich Wilhelm Heinig, Friedrichsgrün[26]
- Pfarrer Holleuffer, Dresden
- Pfarrer Paul Jäger, Freiburg
- Pfarrer Friedrich (Fritz) Kapferer, Eisenach
- Pfarrer Kars, Dessau
- Pfarrer Kersten-Thiele, Köthen
- Pfarrer Hans Joachim Kohl, Heyda (Thüringen)
- Pfarrer Hermann Gustav Adolf Gideon Lümkemann, Pößneck
- Pfarrer Alfred Fritz Eduard Männel, Weimar
- Pfarrer Marg, Danzig
- Pfarrer Mielsch, Dresden
- Pfarrer Nagel, Halle
- Pfarrer Nordhausen, Hannover
- Pfarrer Hermann Ohland, Unkeroda (Thüringen)
- Pfarrer Ott, Wiesbaden
- Pfarrer Werner Petersmann, Breslau
- Pfarrer Johannes Pleßke, Halle (Saale)
- Pfarrer Reißinger, Würzburg
- Pfarrer Adolf Riege, Lübeck
- Pastor Scharf, Dresden
- Pfarrer Friedrich Karl Gustav Martin Schenke, Weimar
- Pfarrer Schmidt, Lübeck
- Pfarrer Fritz Schmidt-Clausing, Potsdam-Babelsberg
- Pfarrer Schöffel, Falkenau
- Pastor Starke, Marzahna
- Pfarrverweser Rudolf Stelzner, Eisenach[27]
- Pfarrer Tausch, Berlin
- Pfarrer Helmut Karl Teuber, Oberhof
- Pastor Hans-Joachim Thilo, Pirna
- Pfarrer Paul Hans Alfred Fritz Truckenbrodt, Gotha
- Pfarrer Walesch, Frankfurt (Main)
- Pfarrer Heinrich Weinmann, Koblenz-Pfaffendorf[28]
- Pfarrer Weiß, Lauenförde-Beverungen
- Pfarrer Wilken, Magdeburg
- Pfarrer Zimmermann, Schmollen

### Hochschullehrer bzw. Akademiker
- Adolf Bartels, Weimar
- Georg Beer, Heidelberg
- Eduard Edwin Becker, Darmstadt
- Georg Bertram, Gießen
- Walter Birnbaum, Göttingen
- Walter van der Bleek, Berlin
- Oberbibliothekar Josef Berenbach, Heidelberg
- Studienrat Chilian, Leipzig
- Karl Anton, Mannheim
- Richard Barth, Jena
- Dannenberg, Ruhla (Thüringen)
- Schriftsteller Emil Engelhardt, Allensbach (Bodensee)
- Paul Fiebig, Leipzig
- Oberstudiendirektor Karl Gronau, Braunschweig
- Schriftsteller Wilhelm Kotzde-Kottenrodt, Ebnet (Breisgau)
- Ernst Krieck, Heidelberg
- Reinhard Liebe, Freiberg (Sachsen)
- Schriftsteller Ohland, Friedelshausen
- Timpe, Göttingen
- Gustav Entz, Wien
- Studienrat Jakobi, Sangerhausen
- Staatsanwaltschaftsrat Werner Klann, Wernigerode
- Lauterbach, Heidelberg
- Rektor Ramm, Spandau
- Johann Wilhelm Schmidt-Japing, Bonn
- Wolfgang Stroothenke, Berlin
- Studienrat Strothotte, Gevelsberg
- Dozent Alois Cloß, Graz
- Rechtsanwalt Drafehn, Mücheln
- Heinz Erich Eisenhuth, Jena
- Dozent Karl Friedrich Euler, Gießen
- Oberlehrer Paul Gimpel, Eisenach
- Günkel, Jena
- Amtsgerichtsrat Heeß, Wolfsberg
- Johannes Hempel, Berlin
- Herbert von Hintzenstern, Eisenach
- Richard Adolf Hoffmann, Wien
- Frau Kiefer, Mannheim
- Kiefer, Heidelberg
- Wilhelm Knevels, Rostock
- Wilhelm Koepp, Greifswald
- Kraft, Jena
- Johannes Leipoldt, Leipzig
- Fräulein Liebsch, Leipzig
- Löser, Eisenach
- Rudolf Meyer, Leipzig
- Wolf Meyer-Erlach, Jena
- Siegfried Morenz, Leipzig
- Theodor Odenwald, Heidelberg
- Hans-Georg Opitz, Wien
- Rudi Paret, Bonn
- Herbert Preisker, Breslau
- Martin Redeker, Kiel
- Reffke, Berlin
- Riedel, Klosterneuburg
- Sandvoß, Braunschweig
- Hans Wilhelm Schmidt, Wien
- Hartmut Schmökel, Kiel
- Carl Schneider, Königsberg
- Dozent Schulze, Leipzig
- Schwingenstein, Nürnberg
- Wilhelm Stapel, Hamburg
- Sturm, Heidelberg
- Max Adolf Wagenführer, Jena
- Karl Weidel, Magdeburg
- Konrad Weiß, Berlin
- Hermann Werdermann, Dortmund
- Fritz Wilke, Wien
- Georg Wobbermin, Berlin

## Arbeitskreise
Das Institut veranstaltete in den Jahren 1940 bis 1942 in Wittenberg, Eisenach und Nürnberg drei Arbeitstagungen mit bis zu 600 Teilnehmern. Einige Arbeitskreise legten die Ergebnisse ihrer Arbeit in der Form praktischer Arbeitsmittel vor, die in den Kirchgemeinden der beteiligten Landeskirchen das religiöse Leben im Sinne des kirchlichen Antijudaismus und völkischen Antisemitismus prägen sollten:
- Der Arbeitskreis „Volkstestament“ brachte 1941 ein „entjudetes“ Neues Testament unter dem Titel Die Botschaft Gottes heraus, in dem die Bezüge und Zitate aus dem Alten Testament getilgt waren. Die poetische Endfassung stammte dabei von Lulu von Strauß und Torney.
- Der Arbeitskreis „Glaubensbuch“ veröffentlichte im gleichen Jahr einen „judenreinen“ Katechismus für Schule und kirchlichen Unterricht unter dem Titel Deutsche mit Gott.
- Der Arbeitskreis „Gesangbuch“ empfahl 1941 das von der „Nationalkirchlichen Einung Deutsche Christen“ herausgegebene Gesangbuch Großer Gott wir loben dich zur Erprobung und Nutzung in den Kirchen.
- Der Arbeitskreis „Religionswissenschaft“ wurde von Hans Wilhelm Schmidt geleitet.[29]
- In Planung war auch ein „Lebensbegleitbuch“ unter dem Titel Der Ruf des Lebens.

Die mit dem Zweiten Weltkrieg verbundene Notsituation in vielen Landeskirchen und Kirchengemeinden lassen freilich eine durchgängige Wirkung dieser Veröffentlichungen auf das kirchliche Leben fraglich erscheinen. Auch wurde das Institut „nur von einer Minderheit im Protestantismus“ getragen.

## Beteiligung an der „Endlösung“
Das Institut stand in enger Beziehung zu anderen Einrichtungen, die sich der Gegnerforschung für die rassistisch orientierte nationalsozialistische Politik verpflichtet hatten, so das „Reichsinstitut für die Geschichte des Neuen Deutschland“ mit einer Abteilung Judenforschung, in der der Tübinger Neutestamentler Gerhard Kittel und der spätere Heidelberger Neutestamentler und Qumranforscher Karl Georg Kuhn aktiv antisemitisch tätig waren, und das „Institut zur Erforschung der Judenfrage“ in Frankfurt. Walter Grundmann war Assistent bei Kittel gewesen. Das Institut verstand sich als Teil des wissenschaftlichen Engagements („Kirchenkampf“) gegen Juden und gegen das Jüdische auf explizit rassisch-biologistischer Grundlage. Es stand unter dem Einfluss von Hans F. K. Günther, der seit 1930 Professor in Jena war. Grundmann persönlich fertigte Gutachten für das Reichssicherheitshauptamt an. Dort wurde die „Endlösung der Judenfrage“ geplant und geleitet. Grundmann und Georg Bertram teilten die Ziele der genannten wissenschaftlichen Einrichtungen explizit: die „Ausschaltung des Judentums“ und die „endgültige Lösung der Judenfrage“.
Inwieweit im Institut über eine physische Vernichtung jüdischer Kinder, Frauen und Männer gesprochen wurde, ist nicht sicher festzustellen. Jedenfalls waren die Mitarbeiter über die entsprechenden Mitteilungen in der Zeitschrift Weltkampf, die seit 1941 die wissenschaftliche Vierteljahresschrift des Instituts zur Erforschung der Judenfrage war, detailliert über die Entrechtung durch Arbeitsverbote und Reduktion der Lebensmittelversorgung, die Ghettoisierung, die „Umsiedlung“ des europäischen Judentums und die Judengesetzgebung in den besetzten und verbündeten Ländern informiert. In der Zeitschrift Weltkampf wurde wiederum regelmäßig über die Aktivitäten des Eisenacher Instituts berichtet. In den Publikationen des Instituts, die in dieses Umfeld, nämlich der wissenschaftlichen Gegnerforschung, gehören, steht die „endgültige Lösung der Judenfrage“ auf rassisch-anthropologischer Basis im Mittelpunkt.
Die eher kirchlichen Aktivitäten können nicht isoliert von der Hauptzielrichtung des Instituts betrachtet werden. So schreibt etwa Grundmann im Vorwort zu Das religiöse Gesicht des Judentums (1942): „Aber die eine Tatsache wird durch alle Zeiten unverrückbar bleiben: ein gesundes Volk muß und wird das Judentum in jeder Form ablehnen. … Deutschland hat dennoch die geschichtliche Rechtfertigung und die geschichtliche Berechtigung zum Kampf gegen das Judentum auf seiner Seite. Diesen Satz zu beweisen, ist das besondere Anliegen dieser Schrift; und an diesem Satz wird auch spätere Forschung nichts mehr ändern können! So dient diese Arbeit dem großen Schicksalskampf der deutschen Nation um seine politische und wirtschaftliche, geistige und kulturelle und auch um seine religiöse Freiheit.“ Am Ende seines Beitrags hält Grundmann fest: „Der Jude muß als feindlicher und schädlicher Fremder betrachtet werden und von jeder Einflußnahme ausgeschaltet werden. In diesem notwendigen Prozeß fällt der deutschen Geisteswissenschaft die Aufgabe zu, das geistige und religiöse Gesicht des Judentums scharf zu erkennen …“
Der Nachfolger Grundmanns, Georg Bertram, schreibt im März 1944: „‚Dieser Krieg ist der Kampf des Judentums gegen Europa.‘ Dieser Satz enthält eine Wahrheit, die sich bei der Forschungsarbeit des Institutes immer neu bestätigt. Dabei ist diese Arbeit nicht nur auf frontalen Angriff eingestellt, sondern auch auf die Festigung der inneren Front für Angriff und Abwehr gegen all das heimliche Judentum und jüdische Wesen, das im Laufe der Jahrhunderte in die abendländische Kultur eingesickert ist, (…) so hat das Institut neben der Erforschung und Beseitigung des jüdischen Einflusses die positive Aufgabe und Erkenntnis des eigenen germanischen christlichen deutschen Wesens und der Gestaltung des frommen deutschen Lebens aufgrund dieser Erkenntnis.“
Im Lichte der Aussagen der wissenschaftlichen Institutsleitung erscheint als Hauptziel im Verbund mit den anderen antisemitischen Instituten die wissenschaftliche Beteiligung an der „Endlösung der Judenfrage“ auf Basis der rassischen Definition von Judentum. Das Institut hatte Anteil an der Radikalisierung der Konzepte im Umgang mit dem Judentum. Ein Ausdruck dieser Entwicklung ist nicht zuletzt die Umbenennung der Schriftenreihe des Instituts von Christentum und Judentum (Bände 1–3, 1940) in Germanentum, Christentum und Judentum ab 1941. Von diesem Prozess weiß man heute, dass er parallel zur Radikalisierung der Vernichtungspolitik des Reichssicherheitshauptamts verlief.

## Aufarbeitung

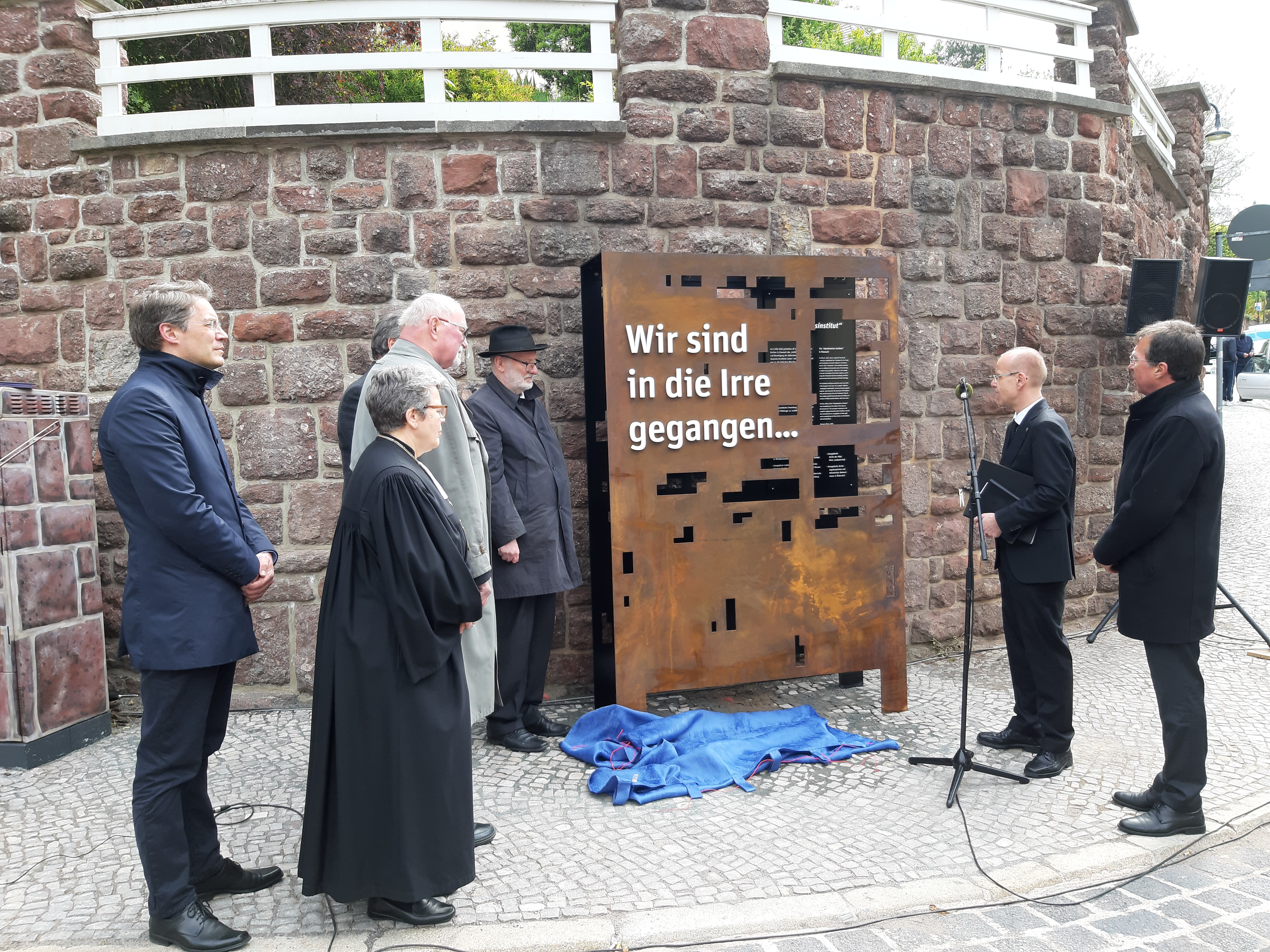
Enthüllung des Mahnmals zum Entjudungsinstitut, Eisenach, 6. Mai 2019

Die Reflexion und Auseinandersetzung dieser zeitgeistförmigen Unterwerfung großer Teile des theologischen und kirchlichen Personals der deutschen Landeskirchen unter die NS-Ideologie erfolgte von 1945 bis Mitte der Achtziger Jahre nur zögerlich und schleppend. Auch in der Sowjetischen Besatzungszone und der DDR fanden Protagonisten des Instituts weiter Anstellung in der Kirche:
- Walter Grundmann als Institutsleiter wurde nach kurzer Karenzzeit der Leiter des Katechetischen Seminars in Eisenach und damit für die Ausbildung des theologischen Nachwuchses richtungsweisend.
- Heinz Erich Eisenhuth als Professor und Lehrstuhlinhaber für Systematische Theologie in Jena wurde nach seiner Amtsenthebung zuerst kommissarisch, dann ordentlicher Pfarrer in Jena, später Superintendent in Eisenach und Leiter der Evangelischen Akademie. Eisenhuth hatte 1941 ein „Gutachten über die Stellung getaufter Juden in der Kirche“ verfasst.[41]
- Herbert von Hintzenstern leitete das Lutherhaus in Eisenach. Er war von 1956 bis 1981 Chefredakteur der Kirchenzeitung Glaube und Heimat.[42]
- Siegfried Leffler wurde wieder in den Dienst der Evangelisch-Lutherischen Kirche in Bayern übernommen, die er 1927 verlassen hatte, und Pfarrer in Hengersberg.

In der DDR hatte der damalige Oberkirchenrat Erich Stegmann 1984 mit einer kirchengeschichtlichen Arbeit auf die beabsichtigte antisemitische Stoßrichtung in der Kirche hingewiesen.
Eine erste kritische Auseinandersetzung mit dem Institut veröffentlichte 1987 der Göttinger Theologiestudent und Radiojournalist Arnd Henze mit der von Berndt Schaller betreuten Arbeit Kontinuität theologischer Judenfeindschaft vor und nach 1945 – Walter Grundmann und das Eisenacher „Entjudungsinstitut“. Henze weist darauf hin, dass Grundmanns neutestamentliche Kommentare noch bis zum Mauerfall 1989 auch unter westdeutschen Theologiestudenten große Verbreitung fanden, weil sie in der DDR sehr günstig zu stark subventionierten Preisen verkauft wurden.
Allerdings begann erst nach der Wende 1989/1990 eine tiefer gehende geschichtliche Aufarbeitung.
2019 war die Aufarbeitung in der Evangelischen Kirche Mitteldeutschlands soweit fortgeschritten, dass ein Mahnmal errichtet werden konnte. Das überlebensgroße Mahnmal zum „Entjudungsinstitut“ besteht aus zwei rostigen Metalltafeln, die an ein aufgeschlagenes Buch erinnern und die Aufschrift „Wir sind in die Irre gegangen“ tragen. Der Erinnerungsort liegt am Beginn der Eisenacher Bornstraße, wenige Meter vom damaligen Institutsgebäude entfernt. Es wurde am 6. Mai 2019 unter anderem im Beisein der Landesbischöfin der Evangelischen Kirche Mitteldeutschlands, Ilse Junkermann, und des Vorsitzenden der jüdischen Landesgemeinde Thüringens, Reinhard Schramm, eingeweiht. Seit September 2019 zeigt das Lutherhaus Eisenach eine Sonderausstellung über die Vorgeschichte, Entstehung, Arbeit und Nachwirkung des „Entjudungsinstituts“, die 2024 in eine dauerhafte Ausstellung umgewandelt wurde.
2022 zeigte eine Ausstellung in der Nikolaikirche Eisenach die künstlerische Forschung von Sven Bergelt, die sich kritisch mit den sprachlichen Veränderungen der Liedtexte im Gesangbuch Großer Gott wir loben Dich von 1941 auseinandersetzt.